# Immensa aeterni Dei

Immensa aeterni Dei (L'immense [sagesse du] Dieu éternel) est une constitution apostolique émise sous la forme d'une bulle pontificale par Sixte V le 22 janvier 1588. La constitution réorganise la Curie romaine en établissant des congrégations permanentes de cardinaux pour conseiller le pape sur divers sujets.

## Historique
Après la réforme grégorienne, la papauté s'appuie essentiellement sur le consistoire des cardinaux, organe conseillant le Pape sur les questions les plus graves. Cette fonction de conseil est assurée progressivement par des congrégations cardinalices spéciales, constituées ad hoc pour l’examen d’une question particulière et chargées d’en référer ensuite au consistoire, qui continue d’être réuni hebdomadairement. 
L’élan général de réforme donné par le concile de Trente incite la papauté à une refonte des structures centrales du gouvernement de l'Église catholique. L'objectif principal du pape Sixte V, élu le 24 avril 1585, est de réformer l'Église, de réorganiser le gouvernement, d'appliquer une certaine rigueur dans l'application des décrets du concile de Trente et de fournir un regain de moralité avant tout parmi les évêques et les prélats.
La réorganisation de Sixte-Quint, par la bulle Immensa Aeterni Dei promulguée le 22 janvier 1588, peut être considérée comme la première constitution apostolique de la Curie romaine. En constituant des organismes aux compétences définies et spécialisées, elle eut pour effet de briser la puissance des cardinaux en tant que groupe établi, le Sacré Collège, ou individuellement, en ne détenant que le pouvoir dans sa fonction au sein de la Curie.
Le pape a généralisé la mise en œuvre du système des congrégations permanentes, inaugurée en 1542 par le pape Paul III avec la création de la Congrégation de l'Inquisition. Au moment de l'accession de Sixte-Quint au pontificat, le gouvernement central de l'Église est déjà basé autour de quelques congrégations permanentes. Le souverain pontife a hérité de ses prédécesseurs les Congrégations de l'Inquisition (1542), du Concile (1564), de l'Index (1571) et des Évêques, ainsi que d'autres de nature temporaire. Lui-même avait créé le 17 mai 1586 la Congrégation pour les Réguliers.
Cette refonte des structures du gouvernement favorise la régularité et l'efficacité des procédures et entraîne pour partie le déclin d’un gouvernement ecclésiastique de type oligarchique, aux mains de hauts dignitaires dotés d’attributions d’autant plus larges qu’elles ne faisaient l’objet d’aucune définition ni d’aucune délimitation juridique. 
Le rôle principal de ce document était de fournir des instructions pour condamner ou corriger la littérature qui a été publiée à l'encontre de la doctrine catholique. Le document avait également le pouvoir de donner l'autorisation à certaines personnes de lire des livres qui étaient interdits.
Pour le gouvernement temporel, les Congrégations de la Consulta et du bien-être public sont considérées comme des organes particulièrement importants, destinés à défendre les communautés des États pontificaux contre les abus et la mauvaise gestion, notamment en matière fiscale.
La Congrégation pour les rues, les ponts et les eaux a vu ses compétences limitées en 1590 par le pape Sixte V et s'est occupée uniquement de l'Acqua Felice. La Congrégation de l'Annone n'avait aucun moyen pour travailler, parce que ses compétences étaient déjà exercées par le cardinal camerlingue et par le préfet de l'Annone. 
Durant les trois siècles qui suivent la réforme du pape Felice Peretti, plusieurs interventions ont conduit à des changements, à des fusions ou à l'institution de nouveaux ministères répondant aux besoins du moment. Mais les changements géopolitiques avec la disparition des État pontificaux, ont rendu nécessaire une grande réforme de la Curie, que le pape Pie X a entreprise le 29 juin 1908 avec la constitution apostolique Sapienti consilio, ne conservant que des congrégations chargées du gouvernement de l'Église.  La constitution a depuis été remplacée par le pape Jean-Paul II par la constitution Pastor Bonus.

## La formation des congrégations
La bulle Immensa aeterni Dei  a établi quinze congrégations permanentes clairement identifiées, dont huit sont chargés du gouvernement spirituel de l’Église catholique, cinq de l’administration temporelle des États pontificaux et deux dotées de compétences mixtes.
On ne trouve pas dans la constitution un ensemble de règles précises de fonctionnement des congrégations. Le texte fixe seulement un minimum de trois cardinaux membres ayant faculté de choisir librement leurs secrétaires pour la rédaction des procès-verbaux et des actes, assistés par des experts théologiens ou canonistes. Le traitement des dossiers importants reste toutefois subordonné à l’accord du pape. Pour éviter les chevauchements de compétences, les dicastères étaient tenus, avant d’entamer l’examen d’une affaire, de vérifier que celle-ci relevait bien de leur juridiction, faute de quoi ils avaient l’obligation d’en remettre les pièces à la congrégation compétente. 
- Congrégation de l'Inquisition (Congregatio prima pro sancta Inquisitione)
- Congrégation de la Signature apostolique (Congregatio secunda pro Signatura Gratiae)
- Congrégation pour l'érection des Églises et les Provisions consistoriales (Congregatio tertia pro erectione ecclesiarum et provisionibus consistorialibus)
- Congrégation pour l'Annone (Congregatio quarta pro ubertate annonae Status Ecclesiastici), pour l'approvisionnement de Rome et des provinces
- Congrégation pour les rites sacrés et les cérémonies   (Congregatio quinta pro sacri ritibus et caeremoniis)
- Congrégation de la marine (Congregatio sexta pro classe paranda et servanda ad Status Ecclesiastici defensionem)
- Congrégation de l'Index (Congregatio septima pro Iudice librorum prohibitorum)
- Congrégation pour l'application et la mise en pratique du concile de Trente (Congregatio octava pro executione et interpretatione concilii Tridentini)
- Congrégation du bien-être public (Congregatio nona pro Status Ecclesiastici gravaminibus sublevandis)
- Congrégation des universités romaines (Congregatio decima pro Universitate Studii Romani)
- Congrégation pour la consultation des réguliers (Congregatio undecima pro consultationibus regularium)
- Congrégation pour la consultation des évêques et autres prélats (Congregatio duodecima pro consultationibus episcoporum et aliorum praelatorum)
- Congrégation des routes, ponts et eaux (Congregatio decimatertia pro viis, pontibus et aquis curandis)
- Congrégation de la presse du Vatican (Congregatio decimaquarta pro typographia Vaticana)
- Congrégation des consultations ou Sacra Consulta (Congregatio decimaquinta pro consultationibus negociorum Status Ecclesiastici)

## Sources
- François Jankowiak, La Curie romaine de Pie IX à Pie X, Rome, École française de Rome, 2007  (ISBN 978-2-7283-0710-4)
- Christophe Dickès, Dictionnaire du Vatican et du Saint-Siège (dir.), Robert Laffont, coll. Bouquins, 2013, section "Curie romaine et réformes de la Curie"